# Significant (zwevendekommagetal)
De significant is een onderdeel van een zwevendekommagetal.
Schrijft men een decimaal getal {\displaystyle x} als:
{\displaystyle x=\pm s\cdot 10^{w}=\pm 10^{m}\cdot 10^{w},}
met {\displaystyle w} een geheel getal en 
{\displaystyle m=\log s,}
dan wordt {\displaystyle s} de significant genoemd. Zowel {\displaystyle s} als {\displaystyle m} worden ook mantisse genoemd.